# 三珠町
三珠町（みたまちょう）は、山梨県にあった町である。
2005年10月1日、隣接する市川大門町および六郷町と対等合併して市川三郷町となった。
県南部、郡北部に位置。北西部は笛吹川左岸の甲府盆地南端部にあたり、曾根丘陵西部に属し芦川扇状地が広がる。南部は御坂山地西部の山間部で、中央を西流する芦川渓谷沿いに集落が点在する。

## 歴史
町域北西部の曾根丘陵は大型古墳が分布する地域であり、三珠町域にも縄文時代からの考古遺跡が数多く分布する。
曽根丘陵では甲府市南部（旧中道町）にある4世紀代の甲斐銚子塚古墳を中心に数多くの古墳が分布しているが、町域には5世紀以降に曽根丘陵から甲府盆地各地へ拡散した古墳が分布し、5世紀の帆立貝形古墳である大塚古墳や、同じく5世紀末で赤烏元年の紀年銘鏡が出土して注目されている鳥居原狐塚古墳などがある。これら古墳は大塚古墳群と総称されている。
律令制下では八代郡から巨摩郡へ編入されたと考えられている市川郷があり、町域は旧市川大門町域とともに10世紀に成立した市河荘に比定されている。
甲府から河内地方を経由して駿河国へ至る駿州往還（河内路）と、甲府から右左口宿を経て富士裾野経由で駿河国へ至る中道往還を結び、芦川流域の九一色郷に属した。九一色郷には商業活動を行う地域武士団である九一色衆が居住し、武田氏から諸役免除の特権を得て国境警備などに従事し、上野には武田一族の一条氏が居館を構えた。

### 沿革
- 1954年（昭和29年）11月3日 - 上野村・大塚村および下九一色村の一部（大字畑熊・中山・垈・高萩・三帳・下芦川）が合併して三珠町が発足。
- 2005年（平成17年）10月1日 - 市川大門町・六郷町と合併して市川三郷町が発足。同日三珠町廃止。

## 交通

### 鉄道
東海旅客鉄道
- 身延線：芦川駅 - 甲斐上野駅

## 文化財
表門神社（おもんじゅさん・市川文殊)境内の石鳥居は鎌倉時代のものと推定され、県指定有形文化財。養蚕のため全国へ移植されたイチノセクワ（一瀬桑）原木といわれる上野のイチノセクワ、表門神社のコツブガヤ、薬王寺のオハツキイチョウは県指定天然記念物。